# Disney Interactive Studios
Disney Interactive Studios, Inc. (inizialmente Walt Disney Computer Software, in seguito Disney Interactive e  Buena Vista Games, Inc.), è stata una software house statunitense. Pubblicava e distribuiva in tutto il mondo videogiochi per diverse piattaforme, principalmente legate a produzioni della Walt Disney Company.

## Storia

### Walt Disney Computer Software
In questi primi periodi, la Disney Interactive Studios (in quel periodo come Walt Disney Computer Software) lavorava principalmente come sviluppatrice software più che distributrice (benché alcuni giochi effettivamente siano stati distribuiti direttamente), affidando la distribuzione dei propri titoli ad alcune industrie leader del settore, come Sony Computer Entertainment, Nintendo, Activision, Capcom, Konami ed Ubisoft.

### Disney Interactive e Buena Vista Games
Nel 1995 la compagnia fu ribattezzata Disney Interactive. Nel 2003 fu fondata una divisione chiamata Buena Vista Games che si occupava dello sviluppo di titoli tratti da film prodotti da altre case facenti parte della Disney su più piattaforme relativamente a titoli collegati alla The Walt Disney Company. Buena Vista Games era principalmente conosciuta per la serie di videogiochi Kingdom Hearts, sviluppata insieme alla Square Enix. Nel 2005, la Disney Interactive fu piegata in Buena Vista Games.

### Disney Interactive Studios
Nel 2007, Buena Vista Games ha cambiato nome in Disney Interactive Studios. Gli studios pubblicano sia titoli Disney che altri videogiochi per numerose piattaforme, occupandosi anche della distribuzione internazionale. Gli studios licenziano la proprietà intellettuale dei prodotti Disney ad altre software house selezionate per lo sviluppo di videogiochi legati ai propri prodotti. Nel giugno 2008 la Disney Interactive Studios ha fondato una nuova divisione, la Disney Interactive Media Group. Oggi la Disney Interactive controlla parzialmente la Square Enix e la Capcom.

## Titoli pubblicati
- Who Framed Roger Rabbit (1988)
- Castle of Illusion Starring Mickey Mouse (1990)
- DuckTales: The Quest for Gold (1990)
- Arachnophobia (1991)
- Dick Tracy: The Crime-Solving Adventure (1991)
- Hare Raising Havoc (1991)
- The Rocketeer (1991)
- Stunt Island (1992)
- Disney's Aladdin (1993)
- Il re leone (1994)
- Toy Story (1995)
- Maui Mallard in Cold Shadow (1995)
- Topolino Mania (1996)
- Disney's Hercules (1997)
- A Bug's Life (1998)
- Toy Story 2: Woody e Buzz alla riscossa! (1999)
- La rivincita dei Cattivi (1999)
- La carica dei 102: Cuccioli alla riscossa (2000)
- Aladdin: La vendetta di Nasira (2000)
- Paperino: Operazione Papero (2000)
- Le follie dell'imperatore (2000)
- Topolino e Minni salvaguai (2001)
- Twister - Una sfida da brivido (2001)
- Kingdom Hearts (2002)
- Alla ricerca di Nemo (2003)
- Kingdom Hearts: Chain of Memories (2004)
- Kingdom Hearts II (2005)
- Club Penguin (2005)
- Pirati dei Caraibi - Ai confini del mondo (2007)
- Turok (2008)
- Pure[1] (2008)
- WALL•E (2008)
- Kingdom Hearts 358/2 Days (2009)
- Kingdom Hearts Birth by Sleep (2010)
- Epic Mickey: La leggendaria sfida di Topolino (2010)
- Toy Story 3: Il videogioco (2010)
- Split/Second: Velocity (2010)
- Tron: Evolution (2010)
- Cars 2 (2011)
- Epic Mickey 2: L'avventura di Topolino e Oswald (2012)
- Kingdom Hearts 3D: Dream Drop Distance (2012)
- Disney Infinity (2013)
- DuckTales: Remastered (2013)
- Castle of Illusion Starring Mickey Mouse (2013)
- Fantasia: Music Evolved (2014)
- Disney Infinity 3.0 (2015)
- Kingdom Hearts III (2019)